# Michal Medviď
Michal Medviď (* 1. května 1940) je bývalý slovenský fotbalista, útočník a záložník, reprezentant Československa. Jeho bratr Ján Medviď byl rovněž fotbalistou a československým reprezentantem.

## Fotbalová kariéra
Za československou reprezentaci odehrál roku 1964 dvě utkání, jednou nastoupil v reprezentačním B-mužstvu, 3x v olympijském výběru. V československé lize nastoupil ve 167 utkáních a dal 49 gólů. Hrál za Tatran Prešov, ČH Bratislava, Inter Bratislava, v rakouské lize za LASK Linz a za Slavii Praha. V Poháru UEFA nastoupil ve 2 utkáních.

## Ligová bilance
| Ročník                                   | Zápasy | Góly | Klub                |
| ---------------------------------------- | ------ | ---- | ------------------- |
| 1. československá fotbalová liga 1959/60 | -      | 4    | Tatran Prešov       |
| 1. československá fotbalová liga 1960/61 | -      | 0    | Tatran Prešov       |
| 1. československá fotbalová liga 1961/62 | -      | 4    | ČH Bratislava       |
| 1. československá fotbalová liga 1962/63 | -      | 7    | Slovnaft Bratislava |
| 1. československá fotbalová liga 1963/64 | -      | 6    | Slovnaft Bratislava |
| 1. československá fotbalová liga 1964/65 | -      | 3    | Slovnaft Bratislava |
| 1. československá fotbalová liga 1965/66 | -      | 4    | Slovnaft Bratislava |
| 1. československá fotbalová liga 1966/67 | -      | -    | Inter Bratislava    |
| 1. československá fotbalová liga 1967/68 | 11     | 9    | Inter Bratislava    |
| 1. československá fotbalová liga 1968/69 | -      | 7    | Inter Bratislava    |
| Rakouská fotbalová Bundesliga 1969/70    | 22     | 2    | LASK Linz           |
| Rakouská fotbalová Bundesliga 1970/71    | 19     | 8    | LASK Linz           |
| Rakouská fotbalová Bundesliga 1971/72    | 22     | 4    | LASK Linz           |
| 1. československá fotbalová liga 1972/73 | -      | 5    | Slavia Praha        |
| CELKEM                                   | -      | 63   |                     |

## Trenérská kariéra
Po skončení aktivní kariéry působil v roce 1992 jako trenér Wiener Sport-Club.